# Лакенфельдер
Лакенфельдер — порода курей, родом з північної Рейн-Вестфалії в Німеччині та прилеглих регіонів Бельгії і Нідерландів.

## Історія
Перша згадка про Лакенфельдах відноситься до початку 18 століття, коли бельгійським птахівникам з міста Зоттерге вдалося вивести породу яйценоських курей, які при цьому набирали непогану вагу. Свою назву порода отримала від сусіднього з Зоттерге голландського міста Лакервельте, де порода вперше отримала визнання в 1713 році і почала поширюватися по країнах Європи.
У 1727 році порода була завезена в німецьку Вестфалію, а в 1901 — до Великої Британії, де вона набула поширення як продуктивна і витривала, стійка до високої вологості дощової Англії. Американська Асоціація птахівників визнала Лакенфельдерів як окрему породу в 1939 році.

## Характеристики породи
Лакенфельдер — це порода, призначена для виробництва м'яса та яєць. Півні стандартного розміру важать 1,7-2,5 кг, а курки 1.5-2,1 кг. Яйценоськість приблизно 170—190 на рік.
Тривалість життя — до 7 років.

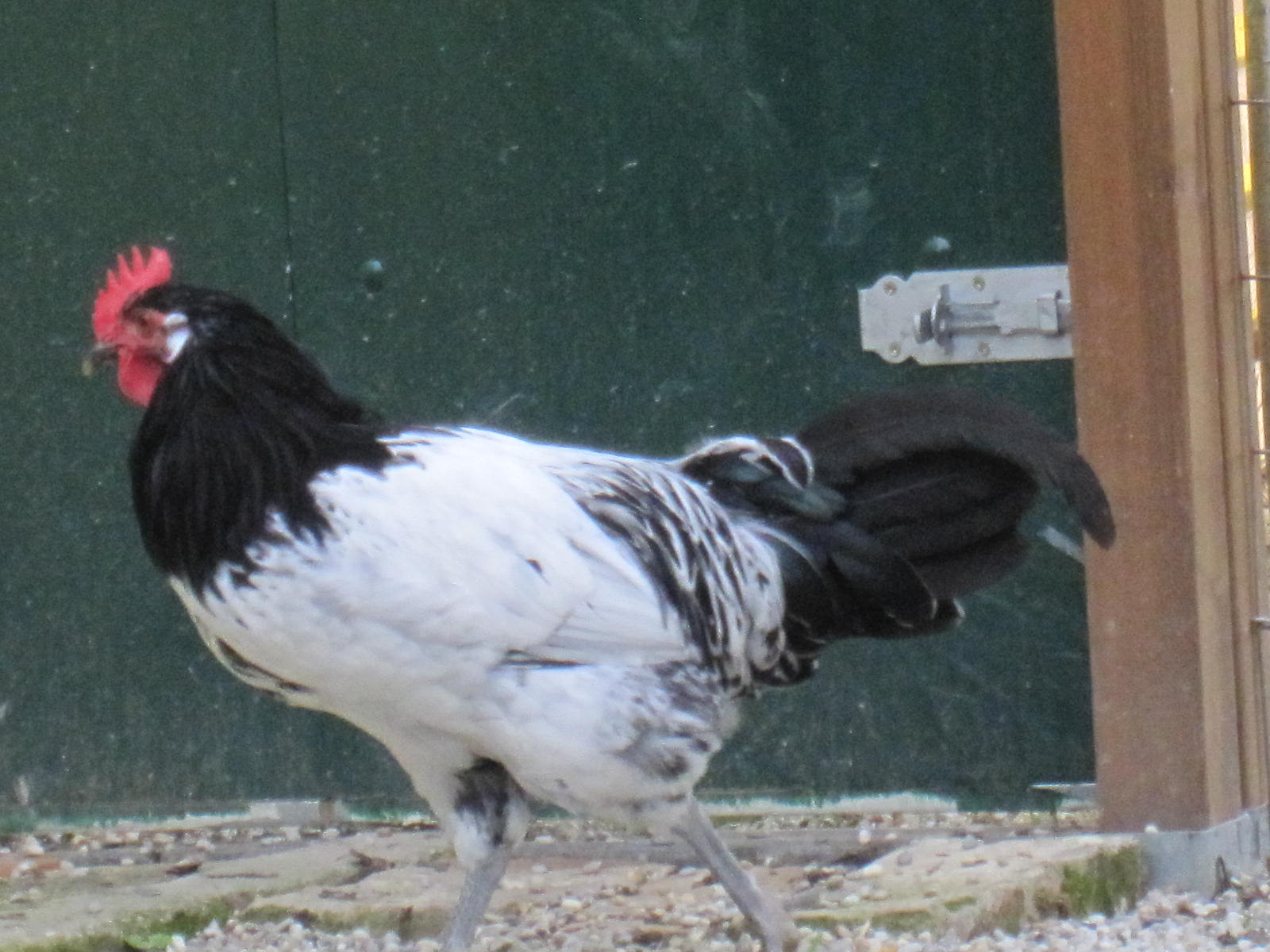
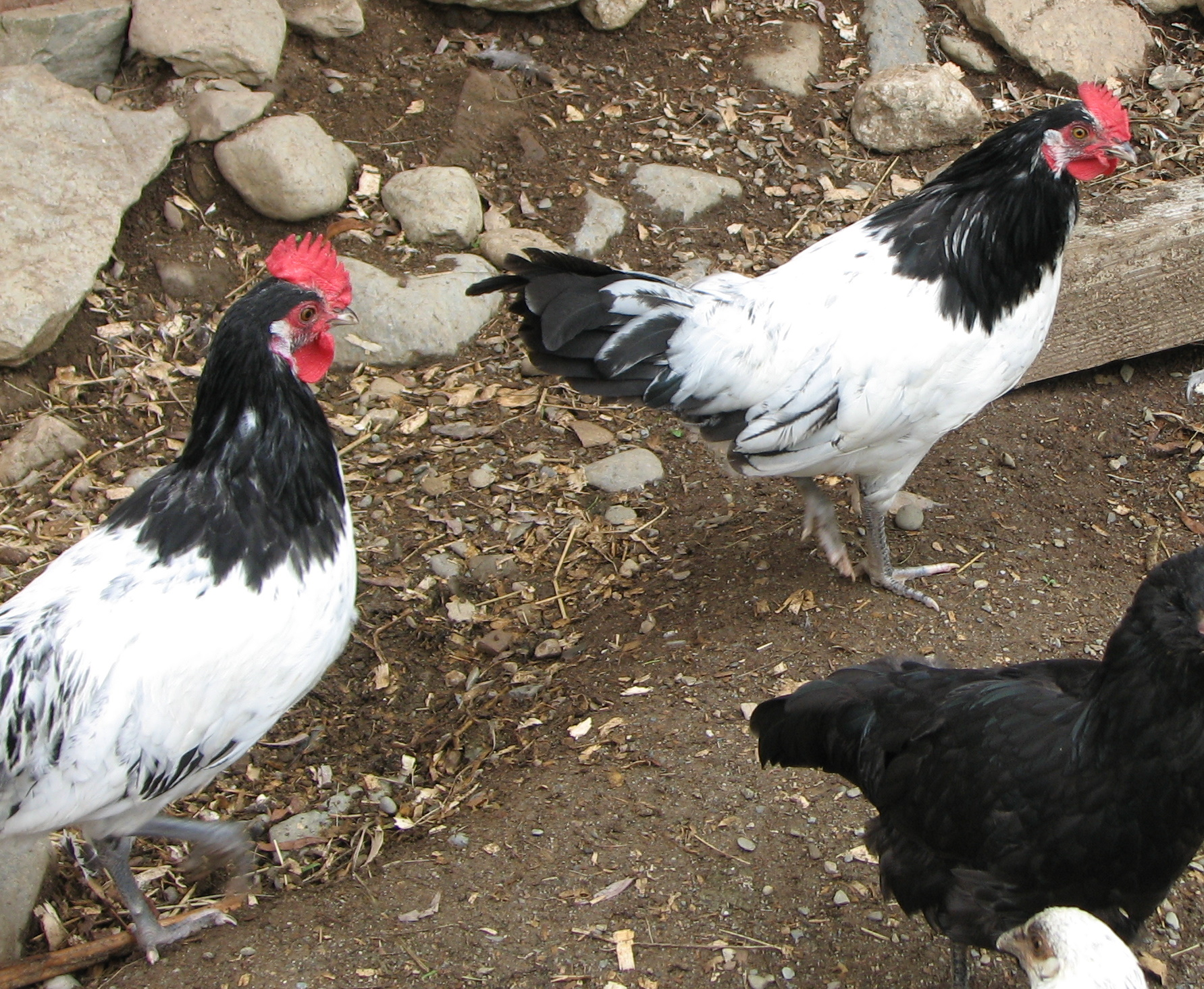
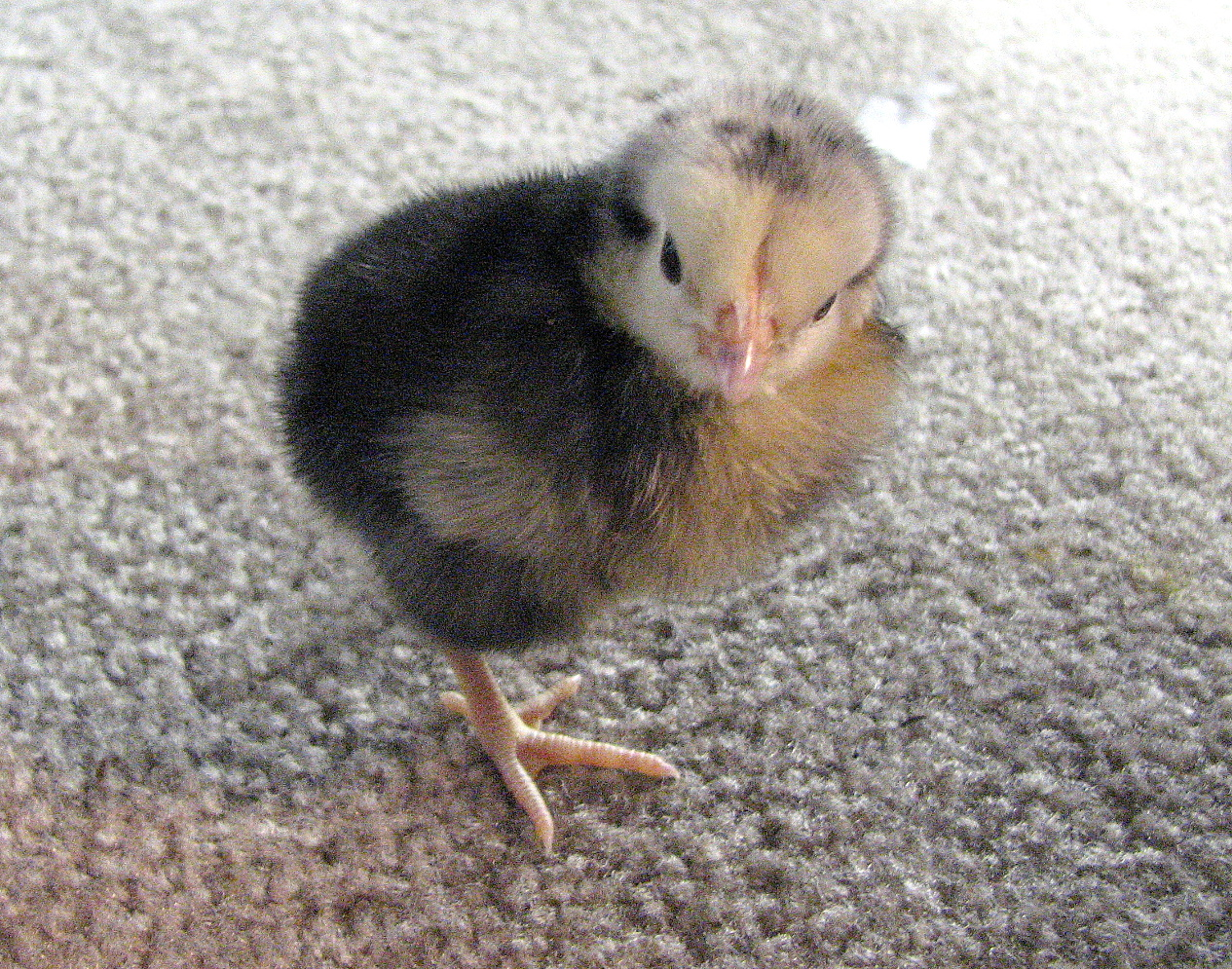

Представники породи Лакенфельдер мають характерне чорно-біле забарвлення. Оперення на голові має чорний колір, різко переходить в перлинно-білий біля основи шиї і знову змінюється чорним в області хвоста. Крила і боки мраморно-білі, іноді з сріблястим відтінком. Тулуб має стандартну обтічну форму, у півників середньої довжини шия і високо піднята голова, що робить півнів візуально набагато вище курочок. Оперення лакенфельдерів густе і щільне, особливо в області шиї, що обумовлює хорошу витривалість до холоду представників цієї породи.
У півників великий хвіст серпоподібної форми з перламутрово-чорними довгими пір'ям.
У курей пір'я в хвості не такі довгі, але зате мають тонку білу окантовку по краях. Лакенфельдери мають виражений червоний прямостоячий гребінь і кремово-білі мочки вух. Дзьоб сірий, стандартних розмірів, гармонійно поєднується з сірими ногами птиці.